# (1623) Vivian
(1623) Vivian – planetoida z grupy pasa głównego asteroid okrążająca Słońce w ciągu 5 lat i 203 dni w średniej odległości 3,14 au. Została odkryta 9 sierpnia 1948 roku w Union Observatory w Johannesburgu przez Ernesta Johnsona. Nazwa planetoidy pochodzi od imienia córki Williama Hirsta, brytyjskiego astronoma. Przed nadaniem nazwy planetoida nosiła oznaczenie tymczasowe (1623) 1948 PL.